# Karl Bauer (Heimatforscher)
Karl Bauer (* 1922 in Regensburg; † 8. Oktober 2002) war ein deutscher Hauptschulrektor, Heimatforscher und Erst-Autor eines Standardwerkes zur Kunst-, Kultur- und Alltagsgeschichte der Stadt Regensburg.

## Leben
Bauer studierte zunächst Chemie und Physik in München. Das Studium musste er kriegsbedingt unterbrechen. 1945 nahm er das Studium an der Lehrerbildungsanstalt in Regensburg auf und begann als Lehrer an der Klarenangerschule. 1980 wurde er Konrektor, später Hauptschulrektor an Schulen in den Regensburger Stadtteilen Prüfening und Königswiesen.
Seit 1953 befasste er sich mit der Regensburger Geschichte. 1954 veröffentlichte er seinen ersten heimatkundlichen Artikel in der Mittelbayerischen Zeitung. 1955 trat er dem Historischen Verein für Oberpfalz und Regensburg bei.
Zusammen mit Hans Scheuerlein veröffentlichte er 1958 im Auftrag des BLLV Regensburg den Heimatatlas Regensburg.
1962 erschien erstmals bei der Mittelbayerischen Druckerei- und Verlagsgesellschaft Regensburg, ein zweiteiliges Werk über Regensburgs Kunst-, Kultur- und Alltags- bzw. Sittengeschichte, das im Laufe der Jahre von ihm mehrfach erweitert und verbessert wurde und heute unter der Bezeichnung „Der Bauer“ als Regensburger Standardwerk gilt. Laut Website des Battenberg Gietl Verlags betrug die Gesamtauflage einschließlich der 5. Auflage um die 36.000 Exemplare. Das Manuskript der 5. Auflage schloss er im Herbst 1996 ab. Die Korrekturen und Ergänzungen zur 6. Auflage sammelte er noch in drei handgeschriebenen Bänden, konnte sie selbst aber nicht mehr veröffentlichen.

„Karl Bauer schrieb mit dem Blut seines Herzens, wie muss der Mann seine Stadt lieben, um ihr so ein großartiges Werk zu schenken.“

Nachdem am 25. Februar 2010 Karl Bauers Witwe Marille verstarb, nahm sich Sohn Peter Bauer auf Bitte des Verlags der Fortführung einer Neuauflage des Regensburger Standardwerkes an. Die 6. Auflage kam 2014 auf den Markt.

## Auszeichnungen und Ehrungen
- 1981: Albertus-Magnus-Medaille, Stadt Regensburg
- 1994: Goldenes Lesezeichen. Mittelbayerische Zeitung
- 2001: Kulturpreis der Stadt Regensburg
- 2011: Benennung Karl-Bauer-Park, Kumpfmühl[6]